# Índex Global de la Fam

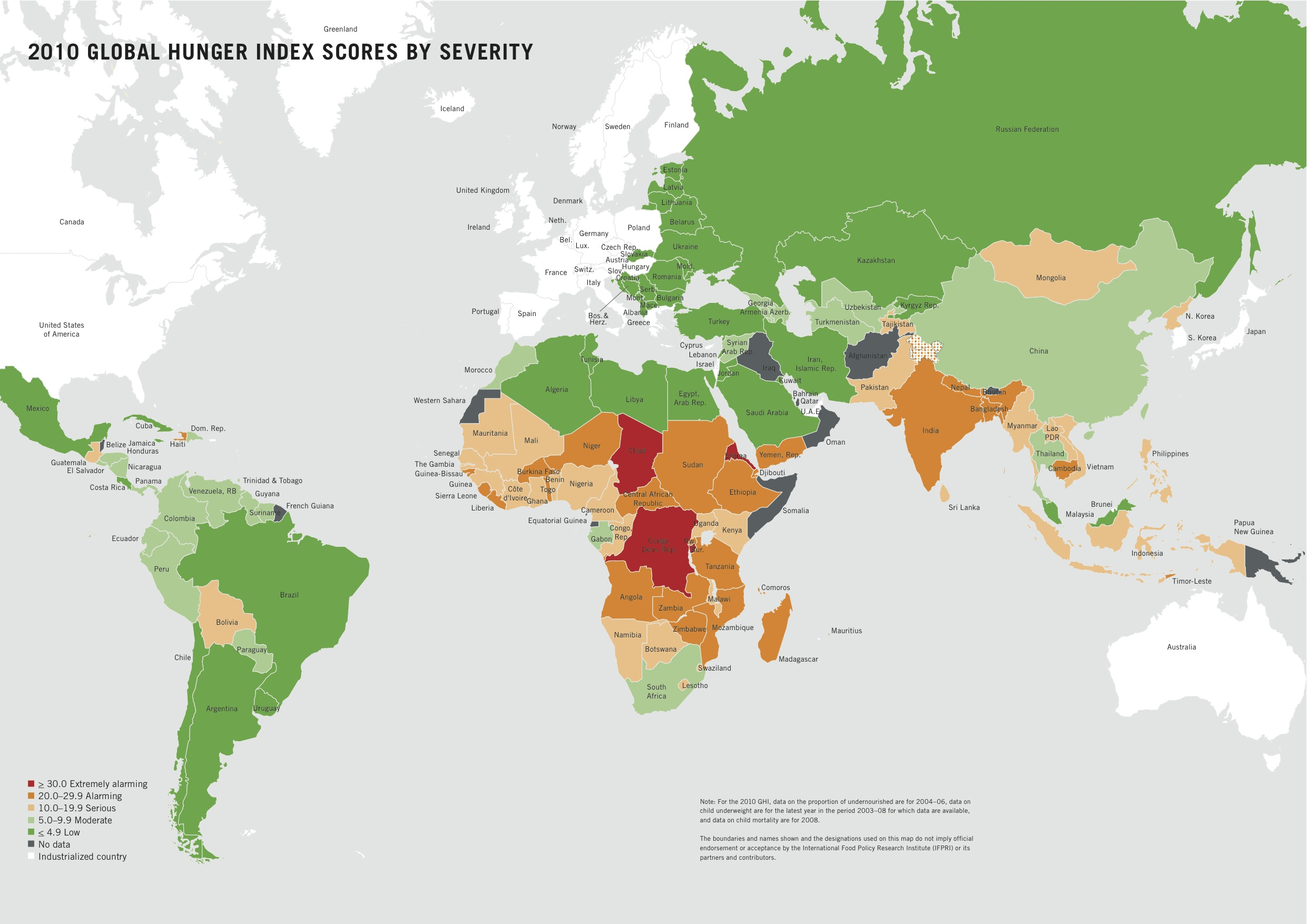
Índex Global de la Fam del 2010 per país i grau de severitat

L'Índex Global de la Fam (IGF o GHI, per la seva sigla en anglès de Global Hunger Index) és una eina estadística multidimensional utilitzada per descriure l'estat de la fam de cada país. El GHI mesura el progrés i els retrocessos en la lluita global contra la fam. L'índex s'actualitza un cop l'any.
L'índex es va adaptar, i desenvolupar més, per l'Institut Internacional d'Investigació sobre Polítiques Alimentàries (IFPRI, per les seves sigles en anglès). Va ser publicat per primera vegada el 2006 en conjunt amb la Welthungerhilfe, una organització no governamental (ONG). Des de 2007, l'ONG irlandesa Concern Worldwide es va ajuntar al grup d'editors.
El GHI del 2010 es calcula per a 122 països en vies de desenvolupament i amb economies en transició. Dels 122, en van classificar 84 països. Cada any, l'informe sobre el GHI se centra en un tema; el 2010, l'índex ressalta la desnutrició infantil entre els nens menors de dos anys. Estudis recents mostren que la prevenció de la mala alimentació durant aquest període pot millorar significativament la salut, la productivitat i el desenvolupament econòmic al llarg de la vida d'aquests nens.
A més de l'edició anual del GHI, el 2008 es van publicar l'Índex de la Fam per als estats de l'Índia, i l'Índex subnacional de la Fam per a Etiòpia.

## Característiques i càlcul del GHI
La fam té moltes facetes: augment de la propensió a malalties, deficiències en l'estat nutricional, pèrdua d'energia, incapacitat, mort per inanició o per malalties infeccioses mortals, i dona com a resultat una salut general feble.
El GHI és dissenyat per a captar diversos aspectes de la fam en un sol índex, presentant així una ràpida visió general d'un problema complex. L'índex té en compte la situació de nutrició no només de la població en general, sinó també d'un grup fisiològicament vulnerable, com els infants, per als quals la manca de nutrients crea un alt risc de creixement físic i/o cognitiu deficient i, fins i tot, de mortalitat. A més, al combinar indicadors mesurats de forma independent l'índex redueix els efectes dels errors aleatoris de mesurament.

### Indicadors
El GHI combina tres indicadors d'igual ponderació:
1. La proporció dels malnodrits presentada com a percentatge de la població, dada que reflecteix la porció de la població amb insuficient ingesta d'energia en la dieta.
2. La freqüència de la insuficiència de pes en els nens menors de cinc anys que indica la proporció de nens que pateixen una pèrdua de pes.
3. La taxa de mortalitat dels nens menors de cinc anys que reflecteix, en part, una fatal sinergia entre ingesta insuficient d'aliments i entorns insalubres.

### Càlcul del GHI
L'índex global de la fam es calcula de la manera següent:
{\displaystyle GHI={\frac {PUN+CUW+CM}{3}}}
on
{\displaystyle PUN:} proporció, en percentatge, de la població que està malnodrida
{\displaystyle CUW:} freqüència d'insuficiència de pes, en percentatge, en nens menors de cinc anys
{\displaystyle CM:} proporció, en percentatge, de nens que moren abans dels cinc anys
L'índex classifica els països en una escala de 100 punts, en la que 0 és la millor puntuació –indica que no hi ha fam–, i 100 la pitjor, encara que en la pràctica no es produeix cap d'aquestes situacions extremes. Com més alt l'índex, pitjor és la situació alimentària d'un país. Els valors per sota de 4,9 reflecteixen poca fam, els valors entre 5 i 9,9 reflecteixen una fam moderada, els valors entre 10 i 19,9 indiquen un seriós problema, els valors entre 20 i 29,9 són alarmants i els valors de 30 o més són extremadament alarmants.